# Егоров, Максим Иванович

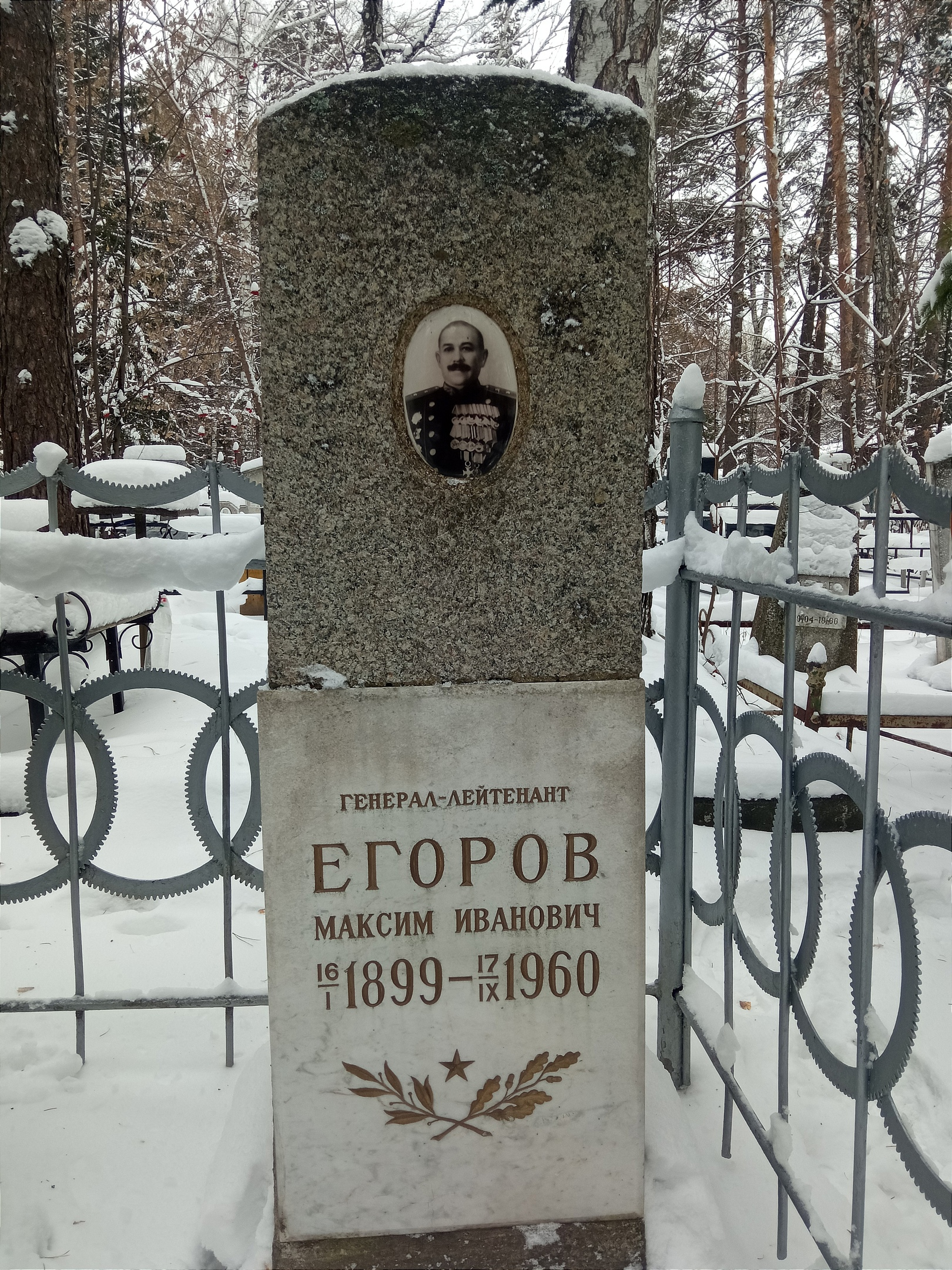
могила на Заельцовском кладбище Новосибирска

Максим Иванович Егоров (16 января 1899, Иркутская губерния, Российская империя — 1960, Новосибирск, СССР) — советский военачальник, генерал-лейтенант артиллерии (11.07.1945). Имел ордена Кутузова I и III степени и орден Суворова II степени.

## Биография
Родился в семье рабочего. Русский.
Окончил начальную школу и с 12 лет работал на шахтах.
В январе 1920 года добровольцем вступил в РККА. Участвовал в Гражданской войне в боях против войск генерала Каппеля и в разгроме белогвардейских частей барона Врангеля.
После войны продолжил службу в РККА.
В 1929 году участвовал в боях на КВЖД.
Член ВКП(б) с 1931 года.
В сентябре 1939 года участвовал в освободительном походе по Западной Белоруссии.
С декабря 1939 года участвовал в советско-финской войне, в которой за взятие Выборга был награждён орденом Красного Знамени.
Великую Отечественную войну полковник Егоров встретил в Каунасе, где командовал 10-й артиллерийской бригадой ПТО. Приходилось вести бои и в окружении, был ранен.
В октябре 1941 года Управление бригады было расформировано.
В ноябре 1941 года Егорова назначили командующим артиллерией только что сформированной в Саратове 61-й армии.
С начала декабря 1941 года 61-я армия находилась в составе Юго-Западного, а с 24 декабря 1941 года — Брянского фронтов.
В ходе Московской битвы участвовала в наступательных операциях на болховском и орловском направлениях.
С весны 1942 года до середины 1943 года на Брянском и Западном фронтах вела оборонительные и наступательные бои южнее и юго-западнее Белёва, в составе Брянского фронта участвовала в Орловской операции в июле — августе 1943 года.
7 июня 1943 года Егорову присвоено звание генерал-майор артиллерии.
С 26 сентября по 1 октября 1943 года соединения и части армии форсировали Днепр у села Любеч и захватили плацдарм на правом берегу. В последующем войска армии принимали участие в Гомельско-Речицкой, Калинковичско-Мозырской, Белорусской, Рижской наступательных операциях, блокировании группировки противника на Курляндском полуострове, в Варшавско-Познанской, Восточно-Померанской и Берлинской наступательных операциях.
27 апреля 1945 года за мастерское управление артиллерией при прорыве обороны противника и форсировании реки Одер был представлен к званию Героя Советского Союза, но был награждён орденом Ленина.
11 июля 1945 года Егорову присвоено звание генерал-лейтенант артиллерии.
После расформирования, в августе 1945 года, 61-й армии, Егоров командовал артиллерией Северо-Кавказского и Сибирского военных округов.
В 1954 году по состоянию здоровья ушел в отставку. Проживал в Новосибирске.

## Награды

### СССР
- два ордена Ленина (21.02.1945, 31.05.1945)
- четыре ордена Красного Знамени (1940, 09.02.1944[5][6], 03.11.1944, 1950)
- орден Кутузова I степени (06.04.1945)[7]
- орден Суворова II степени (27.08.1943)[8]
- орден Кутузова III степени (25.09.1944)
- орден Отечественной войны I степени (19.06.1943)[9][10]
  - Медали в.т.ч.:
  - «XX лет Рабоче-Крестьянской Красной Армии» (1938)
  - «За оборону Москвы»
  - «За Победу над Германией в Великой Отечественной войне 1941—1945 гг.»
  - «За взятие Берлина»
  - «За освобождение Варшавы»

Приказы (благодарности) Верховного Главнокомандующего в которых отмечен Егоров М. И.
- За овладение штурмом областным центром Белоруссии городом Мозырь и крупным железнодорожным узлом и городом Калинковичи — важными опорными пунктами обороны немцев на полесском направлении. 14 января 1944 года № 59.
- За форсирование реки Ясельда и Припять, и овладение штурмом областным центром Советской Белоруссии городом Пинск — важным опорным пунктом обороны немцев на брестском направлении. 14 июля 1944 года № 137.
- За овладение областным центром Белоруссии городом и крепостью Брест (Брест-Литовск) — оперативно важным железнодорожным узлом и мощным укрепленным районом обороны немцев на варшавском направлении. 28 июля 1944 года № 157.
- За овладение штурмом столицей Советской Латвии городом Рига — важной военно-морской базой и мощным узлом обороны немцев в Прибалтике. 13 октября 1944 года № 196.
- За переход в наступление на двух плацдармах на западном берегу Вислы, южнее Варшавы, и овладение сильными опорными пунктами обороны немцев Варка, Груйец, Козенице, Солец, Зволень, Бялобжеги, Едлинск, Илжа. 16 января 1945 года. № 221.
- За пересечение границы Германии западнее и северо-западнее Познани, вторжение в пределы немецкой Померании, овладение городами Шенланке, Лукатц-Крейц, Вольденберг и Дризен — важными узлами коммуникаций и мощными опорными пунктами обороны немцев. 29 января 1945 года. № 265.
- За прорыв сильно укрепленной обороны немцев восточнее города Штаргард, продвижение вперед, выход на побережье Балтийского моря в районе города Кольберг, и овладение городами Бервальде, Темпельбург, Фалькенбург, Драмбург, Вангерин, Лабес, Фрайенвальде, Шифельбайн, Регенвальде и Керлин — важными узлами коммуникаций и сильными опорными пунктами обороны немцев в Померании. 4 марта 1945 года. № 288.
- За овладение городами Штаргард, Наугард, Польцин — важными узлами коммуникаций и мощными опорными пунктами обороны немцев на штеттинском направлении. 5 марта 1945 года. № 290.
- За овладение штурмом городами Голлнов, Штепенитц и Массов — важными опорными пунктами обороны немцев на подступах к Штеттину. 7 марта 1945 года. № 295.
- За овладение городом Альтдамм и ликвидацию сильно укрепленного плацдарма немцев на правом берегу реки Одер восточнее Штеттина. 20 марта 1945 года. № 304.
- За овладение городами Франкфурт-на-Одере, Вандлитц, Ораниенбург, Биркенвердер, Геннигсдорф, Панков, Фридрихсфелъде, Карлсхорст, Кепеник и прорыв в столицу Германии Берлин. 23 апреля 1945 года. № 339.